# Karin Lundgren
Karin Lundgren, senare Heijkensköld, född 4 januari 1895 i Karlskrona, död 16 september 1977 i Vallentuna, var en svensk simmare. Hon deltog i 100 meter frisim vid Olympiska sommarspelen 1912 i Stockholm.